# Мейден-Лейн (Манхэттен)
Ме́йден-Лейн (англ. Maiden Lane) — улица в финансовом квартале в нижнем Манхэттене. На юге Мейден-Лейн ограничивается Саут-стрит, на западе — Бродвеем.
Улица существовала уже в 1665 году, ещё во времена Нового Амстердама. В 1696 году она была замощена. На её месте прежде протекал небольшой ручей, на который женщины приходили полоскать бельё. Проложенная на его месте улица получила название Maagde Paatje, что в переводе с нидерландского означает «путь девственницы». В те годы на улице располагалось множество домашних производств, таких как производство масла, сыра, свечей, мыла и швейное дело. Однако к концу XVII века квартал пришёл в упадок, а с ним и Мейден-Лейн. Так, 6 апреля 1712 года на ней произошло первое в городе восстание рабов. Примерно в то же время на Мейден-Лейн открылся рынок Флай-маркет (англ. Fly Market — по редуцированному названию местной кузнечной лавки англ. Smith Valley), который по состоянию на 1728 год стал одним из пяти крупнейших в Нью-Йорке.
К концу столетия два из пяти крупных городских рынков закрылись, однако Флай-маркет к тому времени только расширился. Тем не менее, в 1823 году он всё же был закрыт.
К началу XIX века на Мейден-Лейн появилось множество магазинов. Также улица стала одной из первых с газовым освещением и, как следствие, популярным местом для прогулок у ньюйоркцев. В 1827 году городской совет принял решение заключить ручей, тёкший вдоль Мейден-Лейн, в боковые сточные канавы. В ночь с 16 на 17 декабря 1835 года в городе случился крупный  пожар. В результате него Мейден-Лейн серьёзно пострадала.
Вплоть до начала XX века на улице было развито ювелирное дело. Компания, основанная одним из ювелиров, Уильямом Бартманом (англ. William Barthman), во второй четверти XX века встроила в уличный тротуар часы.

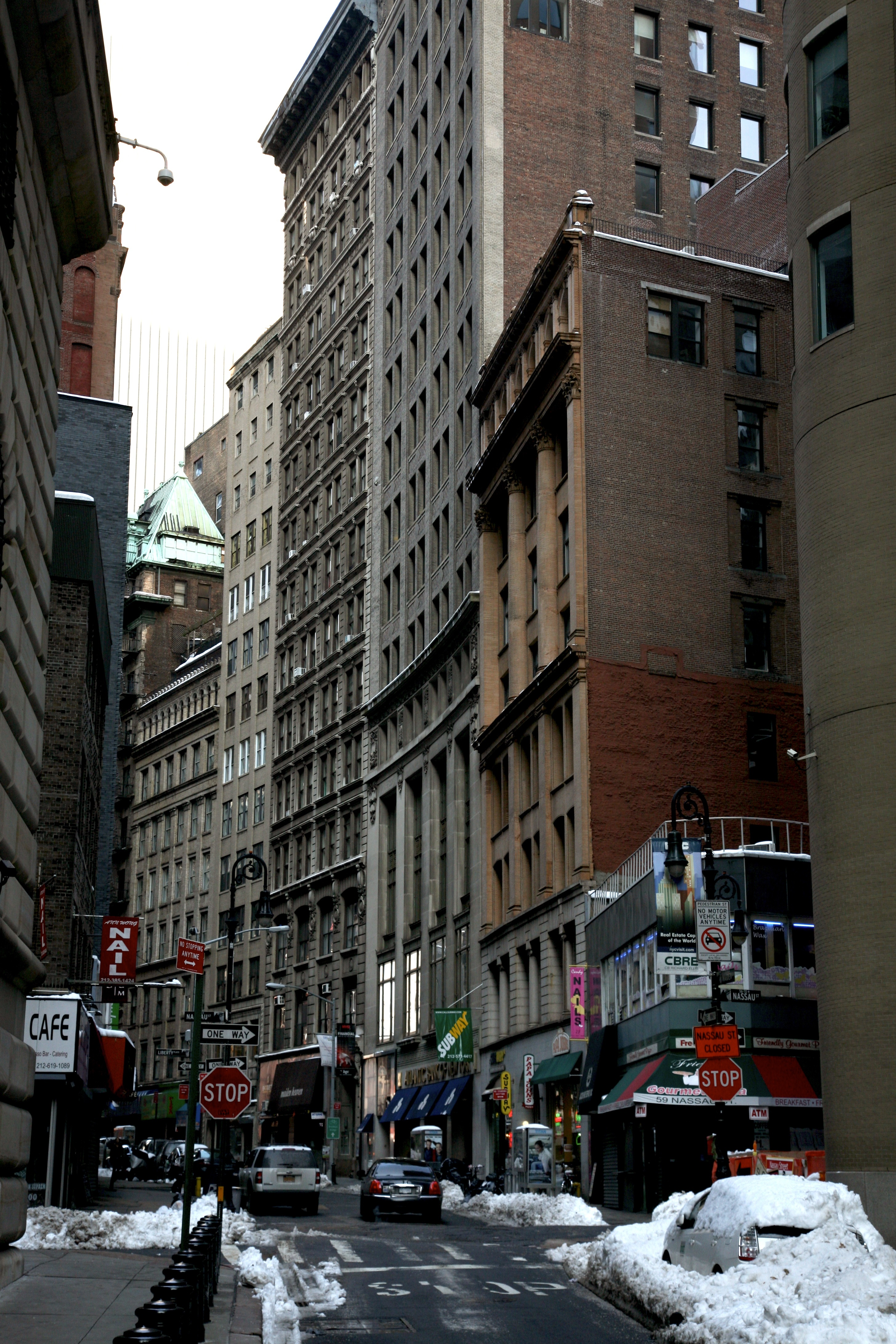
Вид в западном направлении
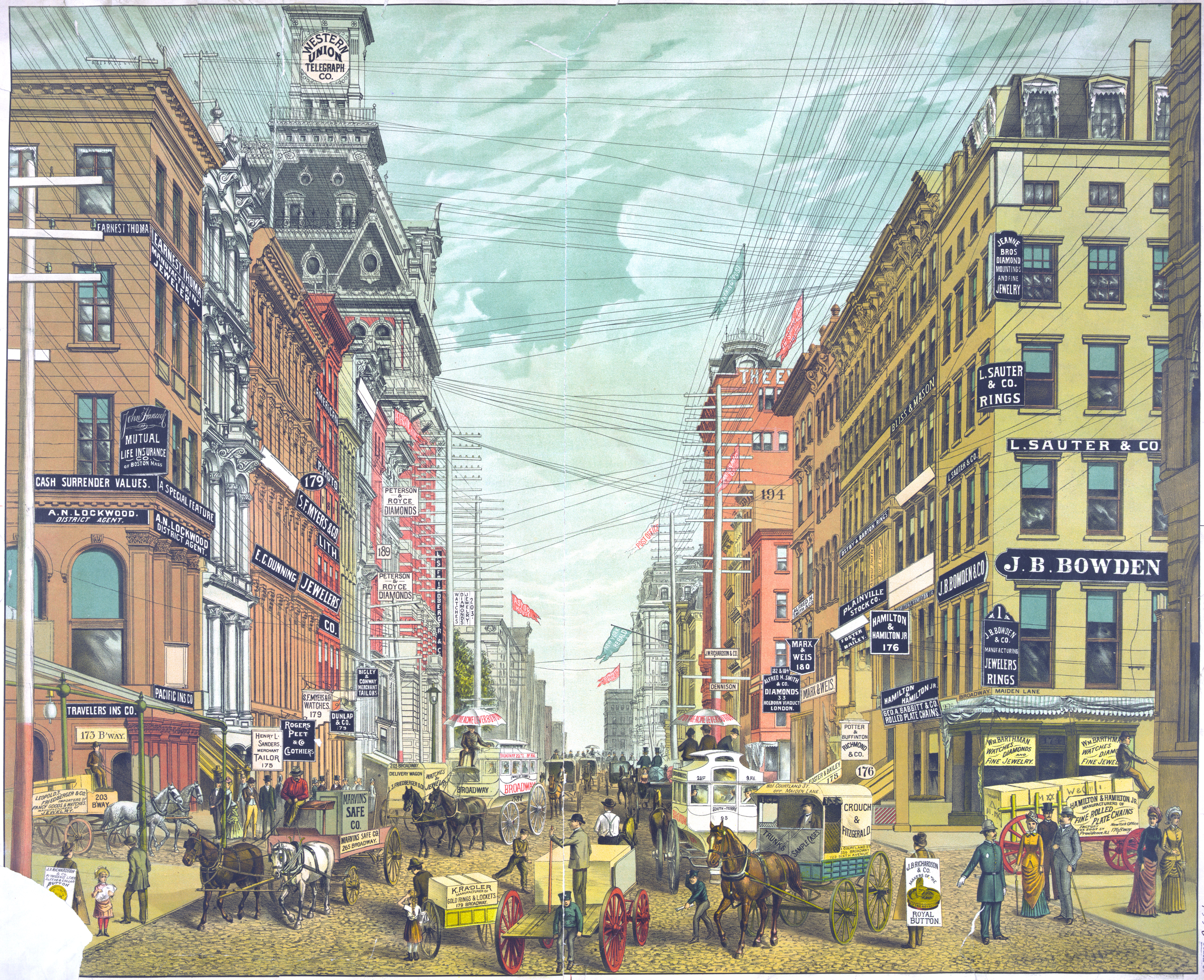
Пересечение с Бродвеем на литографии 1885 года